# Alcamo
Alcamo (Àrcamu en sicilien) est une ville d'environ 45 000 habitants, située dans la province de Trapani en Sicile (Italie).

## Géographie
La commune comporte plusieurs hameaux dont : Alcamo Marina et Fico.
Les communes voisines d'Alcamo sont : Balestrate, Calatafimi-Segesta, Camporeale, Castellammare del Golfo, Monreale et Partinico.

## Histoire
Deux mois après le massacre de la Via Maqueda à Palerme, et alors que plusieurs contestations ont lieu en décembre dans d'autres villes siciliennes, le 18 décembre 1944, quatre cortèges contestant la conscription et l'augmentation du prix du pain convergent vers le centre de la ville. Sur leurs chemins, ils attaquent des établissements agricoles, volent de la nourriture, saccagent le commissariat et les douanes, ouvrent la prison du château des comtes de Modica. Arrivée Piazza Ciullo, la foule prend d'assaut l'hôtel de ville. Malgré quelques arrestations le lendemain, et des incarcérations qui durent parfois trois mois, les raisons et les responsabilités n'ont jamais été déterminées avec certitude.

## Culture et patrimoine
La ville est connue pour avoir donne son nom au vin DOC Alcamo.
- Château des comtes de Modica
- Fontaine arabe

## Administration
| Période                                  | Période  | Identité       | Étiquette          | Qualité |
| ---------------------------------------- | -------- | -------------- | ------------------ | ------- |
| 20 juin 2016                             | En cours | Domenico Surdi | Movimento 5 Stelle |         |
| Les données manquantes sont à compléter. |          |                |                    |         |

### Évolution démographique
Habitants recensés